# Duliophyle majuscularia
Duliophyle majuscularia är en fjärilsart som beskrevs av John Henry Leech 1897. Duliophyle majuscularia ingår i släktet Duliophyle och familjen mätare. Inga underarter finns listade i Catalogue of Life.